# Charles Monck (3e vicomte Monck)
Pour les articles homonymes, voir Charles Monck.
Charles Joseph Kelly Monck, 3e vicomte Monck (créé en 1800) et 3e baron Monck (1797) de Ballytrammon, comté de Wexford, dans la pairie d'Irlande (12 juillet 1791 - 24 avril 1849), est un noble britannique.

## Biographie
Il succède à son frère Henry. Il est le fils de Charles Monck (1er vicomte Monck), et Anne Quin. Alors que le comté de son frère a disparu, la vicomté est confiée à Charles. Le 29 novembre 1817, il épouse Bridget Willington, fille de John Willington de Killoskehan Castle, Barnane, et Bridget Butler, fille de Theobald Butler de Knocka Castle, Drom, comté de Tipperary. 
Le vicomte Monck est décédé à Dublin, dans la maison que son père avait construite, qui abrite actuellement le Merrion Hotel. Il est toutefois enterré dans la paroisse de sa femme, Templemore. Une rue de la ville portait auparavant son nom. 

## Famille
- Charles Monck, 4e vicomte Monck, gouverneur général du Canada, né à Templemore. Le 23 juillet 1844, il épouse sa cousine, Elizabeth Louise, Mary Monck, qui est l'héritière de son père, Henry, dans la propriété familiale d'Enniskerry - Charleville[3].
- John Willington Monck (né le 9 octobre 1820) [4]
- William Monck (né le 28 février 1823, décédé le 20 septembre 1854)
- Richard Monck (né le 23 octobre 1829, décédé le 7 octobre 1904)
- Anne Monck (décédée le 23 septembre 1853)
- Isabela Bridget
- Henrietta Monck (décédée le 6 mai 1911)